# Deutsche Auferstehung. Ein festliches Lied
Deutsche Auferstehung. Ein festliches Lied ist eine nur im Particell vollendete Kantate des österreichischen Komponisten Franz Schmidt auf einen Text von Oskar Dietrich (Wien 1939).

## Entstehung
Nach dem Anschluss Österreichs an das Deutsche Reich wurde Schmidt – auf Vermittlung seines Freundes, des Organisten Franz Schütz, dem 1938 bis 1945 die Direktionsgeschäfte der Wiener Gesellschaft der Musikfreunde anvertraut waren – von den seit 1938 herrschenden Nationalsozialisten von einer Delegation unter dem damaligen Gauleiter Wiens, Odilo Globocnik, aufgesucht und angeblich unter Androhung eines Aufführungsverbotes (sonst werde „sein Werk im Großdeutschen Reiche totgeschwiegen“) gedrängt, eine Festkomposition zu schreiben, als deren Titel er ursprünglich Dank der Ostmark an den Führer plante. Sein Eintreten für den Anschluss Österreichs sowie seine Bewunderung für Hitler lassen allerdings Zweifel an der Notwendigkeit einer solchen Drohung aufkommen. Schmidt verwendete dafür u. a. seine Fuga solemnis für Orgel und Bläserstimmen, die wiederum die Haydn’sche Kaiserhymne verarbeitet. Diese Fuge hatte Schmidt ursprünglich für die Eröffnung des Hauptgebäudes der RAVAG in der Argentinierstraße konzipiert, die 1937 hätte stattfinden sollen, dann aber erst 1939 unter dem nationalsozialistischen Regime erfolgte.
An der Komposition der Kantate arbeitete Schmidt ab Herbst 1938, hinterließ sie bei seinem Tod am 11. Februar 1939 jedoch unvollendet: Zwar war das Werk vollständig vertont und im Particell niedergeschrieben, die Orchesterpartitur aber nur zu rund einem Drittel ausgearbeitet. Schmidts Schüler Robert Wagner wurde beauftragt, die fehlende Orchestrierung zu ergänzen, worüber sich dieser im Textbuch zur Uraufführung ziemlich detailliert äußerte und auch die Entstehungsgeschichte aus seinem Blickwinkel protokollierte.

## Werk
Die Kantate besteht überwiegend aus einer Folge groß- und kleinbesetzter orchesterbegleiteter Vokalnummern, die von einem Zwischenspiel des Orchesters und einem Zwischenspiel (Fuga solemnis für Orgel und Blechbläser) unterbrochen werden. Folgende Chorgruppen und Soli stehen im Dialog:
- Das heimkehrende Heer (Chor, Tenor und Bass)
- Wütende Weiber (Chor, Sopran und Alt)
- Die falschen Führer (Soloquartett)
- Volk (Chor)
- Der Rufer (hoher Bass)
- Jugend (Chor, Soprane und Alte)[5]
- Ein Arbeitsloser (Bass)
- Eine Frau (Sopran)
- Zwei Frauen und zwei Männer (Soloquartett)
- Die unerlösten Deutschen im Auslande (kleiner Chor)
- Das Dritte Reich (großer Chor)
- Großdeutschland (beide Chöre zusammen und Soloquartett)[6]

Anders als zu seinem Oratorium Das Buch mit sieben Siegeln hat Schmidt zu der Kantate keinen Einleitungstext hinterlassen. Zum Textdruck der Universal Edition anlässlich der Uraufführung verfasste der Bearbeiter Robert Wagner Erläuterungen, die er als „Analyse des Werkes“ bezeichnete.

## Uraufführung
In der Version von Robert Wagner wurde Schmidts Deutsche Auferstehung dann am 24. April 1940 im Wiener Musikverein unter dem Dirigenten Oswald Kabasta uraufgeführt, wobei die Darbietung live im Österreichischen Rundfunk übertragen wurde. Mitwirkende der Uraufführung waren Margarete Teschemacher (Sopran), Gertrude Pitzinger (Alt), Hans Hoffmann (Tenor), Hans Hermann Nissen (Bariton) und Hans Songström (Bass), der Wiener Singverein, die Wiener Symphoniker sowie der Organist Franz Schütz, damals vom NS-Regime eingesetzter Leiter der Gesellschaft der Musikfreunde und Auftraggeber der Komposition.

## Rezeptionsgeschichte
Schmidt wurde von seinen Zeitgenossen und Schülern in der Regel als „unpolitisch“ geschildert. In welchem Maße er durch diese Kantate von den Nationalsozialisten und der gleichgeschalteten Presse vereinnahmt wurde, hat er nicht mehr erlebt. Allerdings hatte er nicht nur der Erweiterung des Werkes von einer ursprünglich kleinen Kantate zu einem Opus fast oratorischen Ausmaßes zugestimmt, sondern den Text auch vollständig vertont. Jedoch schrieb er einen Brief an den Auftraggeber, die Gesellschaft der Musikfreunde in Wien, er fühle sich zu schwach und halte das Projekt im übrigen „für eine Vermessenheit“. Er „behalte sich vor, den Bau abzubrechen“. Der Auftraggeber betraute nach Schmidts Tod dessen Schüler Robert Wagner mit der Orchestrierung des fertigen Entwurfs.
Rezensenten der Uraufführung wie Friedrich Matzenauer in den Wiener Neuesten Nachrichten (25. April 1940) würdigten die Darbietung der „schön durchgearbeiteten Aufführung des schwierigen und neue Aufgaben stellenden Werkes“ sehr und kamen zu dem Fazit:
„Die große Schmidt-Uraufführung ist vorüber. Sie war im Musikleben Wiens ein Ereignis. Daß aber überdies in dem Werke des Wiener Meisters die großen Jahre deutscher Geschichte, der Aufstieg des Reiches, die Heimkehr der Ostmark gestaltet sind, das gibt ihm einen ganz besonderen Rang, zumal die Kunst des Meisters der Größe des Erlebten würdig ist. Wir können auf dieses Werk Schmidts besonders stolz sein, es gilt uns wirklich als künstlerischer ‚Dank der Ostmark an den Führer‘.“
Nach dem Zweiten Weltkrieg war an neuerliche Aufführungen wegen der klaren politischen Ausrichtung des Werkes nicht mehr zu denken. Erst nach Jahrzehnten wurden auf Initiative der Franz-Schmidt-Gesellschaft die Zusammenhänge der Entstehung der Komposition wieder thematisiert und historisch differenziert aufgearbeitet.

## Ausgabe
- Deutsche Auferstehung. Ein festliches Lied für Soli, Chor, Orchester und Orgel. Text von Oskar Dietrich. Nach genauen Skizzen Franz Schmidt’s fertiggestellt von Robert Wagner. Klavierauszug mit Gesang von Robert Wagner. Wien: Universal Edition 1940.[12]